# Wonderland (film, 2003)
Pour les articles homonymes, voir Wonderland.
Pour plus de détails, voir Fiche technique et Distribution.
Wonderland est un film dramatique américain réalisé par James Cox sorti en 2003.

## Synopsis
L'action se situe à Los Angeles en 1981. Le 1er juillet 1981, quatre personnes (Ron Launius, Billy Deverell, Barbara Richardson et Joy Miller) sont retrouvées assassinées dans une demeure chic sur Wonderland Avenue. Le principal suspect est un célèbre acteur de films pornographiques, John Holmes.
Le film raconte l'histoire de l'affaire des meurtres de Wonderland.

## Fiche technique
- Titre français: Wonderland
- Titre original : Wonderland
- Réalisation : James Cox
- Musique originale : Cliff Martinez
- Scénario : James Cox, Captain Mauzner, Todd Samovitz et D. Loriston Scott
- Pays :  États-Unis,  Canada
- Date de sortie :
  -  États-Unis : 24 octobre 2003
  -  France : 25 mai 2004
- Film interdit aux moins de 16 ans lors de sa sortie en salle

## Distribution
- Val Kilmer (VF : Philippe Vincent) : John C. Holmes
- Dylan McDermott (VF : Bruno Dubernat) : David Lind
- Kate Bosworth (VF : Barbara Delsol) : Dawn Schiller
- Lisa Kudrow (VF : Déborah Perret) : Sharon Holmes
- Josh Lucas (VF : Eric Herson-Macarel) : Ron Launius
- Tim Blake Nelson (VF : Michel Dodane) : Billy Deverell
- Paris Hilton (VF : Céline Ronté) : Barbie
- Natasha Gregson Wagner : Barbara Richardson
- Janeane Garofalo : Joy Miller
- Franky G. (VF : Serge Faliu) : Louis Cruz
- Ted Levine (VF : Michel Bedetti) : l'inspecteur Sam Nico
- Christina Applegate : Susan Launius
- Carrie Fisher (VF : Mireille Delcroix) : Sally Hansen
- Eric Bogosian (VF : Luc Florian) : Eddie Nash
- M. C. Gainey (VF : Jean-Pierre Leclerc) : Billy Ward